# Prince étranger
Prince étranger (em português: "príncipe estrangeiro") era uma alta, embora um tanto ambígua, posição na corte real francesa do antigo regime.

## Terminologia
No Europa medieval, um nobre tinha o título de príncipe como uma indicação de soberania, quer seja real ou potencial. Para além daqueles que foram ou alegaram ser monarcas, que estavam na linha de sucessão a um trono real ou independente. A França tinha várias categorias de príncipe no pós-medieval. Eles frequentemente disputavam, e às vezes, processavam uns aos outros e membros da nobreza, sobre a precedência e distinções.
Os príncipes estrangeiros eram classificados na França acima dos princes de titre ("príncipes titulares") detentores de um título legal, mas estrangeiro, que não tinham direito de sucessão para nenhum reino soberano, e acima da maioria dos nobres titulares, incluindo o nível mais elevado de entre estes, o de duque. Eles eram classificados abaixo dos membros reconhecidos da Casa de Capeto, dinastia reinante de França desde o século décimo. Incluídos nesta categoria real (em ordem crescente) estavam:
1. os chamados princes légitimés ("príncipes legitimados"): os filhos naturais legitimados, e os descendentes por linha masculina de reis franceses, como por exemplo, os Duques de Longueville (da Casa de Orleães-Longueville), os Duques de Vendôme (da casa de Bourbon-Vendôme) ou os Condes de Toulouse e Duques de Penthièvre (da casa de Bourbon-Penthièvre);
2. os princes du sang ("príncipes de sangue"): bisnetos legítimos pela linha masculina, e os seus descendentes, por linha masculina, de Reis franceses (como por exemplo, as casas de Condé, Conti e Montpensier); e
3. a famille du roi ("família real"): que incluía o soberano, a sua consorte, qualquer rainha viúva e filhos legítimos (enfants de France) e netos pela linha paterna (petits-enfants de France) de um rei francês ou de um Delfim de França.

Esta hierarquia na França evoluiu lentamente na corte do Rei, tendo em conta que o mais elevado príncipe estrangeiro poderia desfrutar da sua própria dinastia real. Não era claro, fora das salas do Parlamento de Paris, se os príncipes estrangeiros eram classificados acima, abaixo, ou equivalentemente com o titular de um Pariato francês.
Governantes depostos e seus consortes (o Rei Jaime II de Inglaterra, a Rainha Cristina da Suécia, a Duquesa Susana Henriqueta de Mântua, etc.), eram classificados acima dos princes étránger, e eram geralmente concedidas cortesias protocolares totais na corte, enquanto permanecessem bem-vindos em França.
Príncipes estrangeiros eram de três tipos:
1. aqueles domiciliados em França, mas reconhecidos pelo atual rei como membros cadetes de dinastias que reinaram no exterior:
  - os Guise, cadetes da Casa Ducal de Lorena;
  - os Nevers, cadetes da Casa Ducal de Gonzaga, de Mântua;
  - os Nemours, cadetes da Casa Ducal de Sabóia.
2. governantes de pequenos principados que habitualmente permaneciam na corte francesa:
  - os Príncipes do Mónaco, da Casa de Grimaldi;
  - os Duques de Bulhão, da Casa de La Marck e posteriormente da Casa de La Tour d'Auvergne.
3. Nobres franceses, que revindicaram filiação com uma dinastia suberana antiga, tanto na linha masculina, como os que revindicaram um trono estrangeiro como herdeiros pela linha feminina:
  - os Rohan, descendentes pela linha masculina dos duques soberanos da Bretanha;
  - os La Trémoïlle, herdeiros pela linha feminina dos Reis Trastâmara de Nápoles

## Posição na Corte
Assim como os cavaleiros errantes do folclore cavaleiresco, quer seja no exílio ou em busca do mecenato, para ganhar reputação no brasão, influência internacional, ou fortuna pessoal, príncipes estrangeiros, muitas vezes, migraram para a corte francesa, considerada a mais magnífica e magnânima, na Europa, nos séculos XVII e XVIII. Alguns governaram pequenas regiões fronteiriças (por exemplo: os principados de Dombes, Orange, Neuchâtel e Sedan), enquanto outros herdarem ou foram-lhe concedidas grandes propriedades em França (por exemplo os Guise, os Rohan ou os La Tour d'Auvergne). Outros ainda vieram para França como refugiados relativamente desamparados (como a Rainha Henriqueta Maria de Inglaterra e o príncipe palatino Eduardo). A maioria pensou que, com assiduidade e paciência, seriam bem recebidos pelos Reis Franceses como adornos vivos de sua majestade e, se permaneceram frequentemente na corte, foi maioritariamente devido a pessoas com alta posição (Maria Luísa de Saboia-Carignano, Princesa de Lamballe, Maria Ana de La Trémoille, princesa de Ursins), comandos militares (Henrique de La Tour d'Auvergne, Visconde de Turenne), senhorios, governadores, embaixadas, igreja sinecuras (os Rohans no Arcebispado de Estrasburgo), títulos e, às vezes a esplêndidos dotes como consortes de princesas reais (como Luís José de Lorena, Duque de Guise).
Mas eles foram também, muitas vezes, postos à prova na corte e, ocasionalmente, provaram ser ameaçadores para o rei. O seu alto nascimento, atraía não só o rei, como também atraia a lealdade de nobres cortesãos frustrados, mercenários e capangas, burgueses ambiciosos, pessoas descontentes e até provincianos à procura de um protetor (por exemplo, a República Napolitana), muitas vezes contra ou em rivalidade com a própria coroa francesa. Considerando-se pertencentes à mesma classe do rei, tendiam a ser orgulhosos, e alguns planearam ter mais dignidade e poder, ou contestavam a aotoridade do rei ou do parlamento. Às vezes desafiaram vontade real e barricavam-se no seus castelos provinciais (como Filipe-Emanuel de Lorena, Duque de Mercœur), ocasionalmente declaravam guerra aberta ao rei (como  Frederico Maurício de La Tour d'Auvergne, Duque de Bouillon), ou intrigavam contra o rei com outros príncipes franceses (por exemplo, durante as Frondas) ou com as potências estrangeiras (tal como Maria de Rohan-Montbazon, Duquesa de Chevreuse).

## Rivalidade com os Pares
Embora durante as receções formais do rei (Honneurs de la Cour) as suas origens estrangeiras fossem reconhecidas em vários aspetos, os príncipes estrangeiros não era membros por direito hereditário do principal corpo judicial e deliberativo da nação, o Parlamento de Paris, a não ser que possuíssem também um pariato; em qualquer caso, a sua precedência legal derivava da data de registo nesse organismo. A sua disputa notória com os pariatos ducais do reino, lembrados graças às memórias do Louis de Rouvroy, duc de Saint-Simon, foi devido à falta de classificação dos príncipes no Parlamento, onde os Pares (a fileira mais alta da Nobreza francesa, principalmente Duques) possuiam precedência imediatamente depois dos princes du sang ou, a partir de 4 de Maio de 1610, depois dos príncipes legitimados. Enquanto que na mesa do Rei e na sociedade em general, o prestigio dos princes étrangers excedia os habituais pares, os Duque nagavam esta pré-precedência, no processo legal Montmorency-Luxembourg como no parlamento, apesar da ordem do Rei.
Também entravam em confronto com os ambiciosos da corte favorecidos por Henrique III, que aumentou em pariato, fortuna, e distinção singular uma grande número de jovens elegantes da nobreza minoritária. Estes chamados mignons eram desprezados e repelidos príncipes, inicialmente. Mais tarde, dotados com fortunas e honras hereditárias, as suas familias foram absorvidas no pariato, e os dotes das suas famílias foram alvo de interesse pela classe principesca (por exemplo, a herança ducal do casamento de Joyeuse, em consequência, Duque de Montpensier e Duque de Guise).
Mais frequentemente, competiam por cargos e prestigio entre si, com os princes légitimés, e às vezes até com os princes du sang da Casa de Bourbon.

## Príncipes Estrangeiros Notáveis[2]
Durante o reinado de Luís XIV, as famílias que mantinham o status de prince étranger foram:
- Saboia-Carignano, os cadetes dos Duques Soberanos de Sabóia;
- Guise, os cadetes dos Duques reinantes de Lorena;
- Rohan, descendentes dos extintos Duques da Bretanha;
- La Tour d'Auvergne, Duques reinantes de Bulhão;
- Grimaldi, Príncipes reinantes do Mónaco;
- La Trémoïlle, herdeiros dos depostos Reis Trastámara de Nápoles (que também foram pretendentes nominais dos reinos de Jerusalém, Chipre, e Arménia).

A casa com mais renome entre os príncipes estrangeiros foi a devota casa católica-romana dos Guise, que como os Reis Valois se aproximaram da extinção e os Huguenotes em defesa do Protestantismo, lançaram olhares ambiciosos sobre o próprio trono, esperando ocupá-lo, mas determinados em dominá-lo. Tão grande foi o seu orgulho que Henrique I, Duque de Guise, apesar de ser apenas um subdito, atreveu-se a cortejar abertamente Margarida de Valois, filha de Henrique II. Foi obrigado a casar à pressa uma princesse étrangere (Catarina de Cleves), para evitar danos físicos dos ofendidos  irmãos de Margarida (três dos quais, eventualmente, conseguiu a coroa, respectivamente, Francisco II, Carlos IX e Henrique III). Após o Massacre da noite de São Bartolomeu, os Guise, triunfantes num reino purgado de rivais Protestantes, mostraram-se arrogantes perante o rei, o que levou a que Henrique III tivesse o Duque assassinado em sua presença.
O status de príncipe estrangeiro não foi automático: requereu o reconhecimento e autorização do Rei para cada um dos privilégios associados ao estado. Alguns indivíduos e famílias afirmaram ter direito à posição, mas nunca a receberam. O mais infame dentre estes estava o Príncipe Eugénio de Saboia, cujo fria recepção na corte da família da sua mãe levou-o para os braços do Sacro Imperador Romano-Germânico, onde se tornou o flagelo marcial de França para uma geração.

## Títulos
A maioria dos príncipes estrangeiros não tinha ,inicialmente, o uso de "príncipe" como um título pessoal. Como as famílias que possuíam esta posição famosas e poucas no ancien régime de França, o título levava menor distinção que o sobrenome da família. Assim, títulos de nobreza, mesmo chevalier, eram comumente e indiferentemente utilizados pelos príncipes estrangeiros nos séculos xvi e xvii, sem qualquer implicação de que a sua precedência fosse limitada à posição normalmente associado a esse título. Por exemplo, o título de vicomte de Turenne, que se tornou famoso pelo renomado marechal Henri de La Tour d'Auvergne, tornou-se um título subsidiário tradicionalmente usado por um membro da sua família que possuísse esse domínio. Mas ele foi classificado como um prince étranger em vez de um visconde, sendo um cadete da Casa de La Tour d'Auvergne, que reinou sobre o mini-Ducado de Bulhão até à Revolução francesa.
Em França, alguns importantes seigneuries (senhores) foram principados estilizados desde a Alta Idade Média. Os seus Senhores não tinham uma posição específica, e foram sempre oficialmente subordinados dos duques e príncipes estrangeiros. No início do século XVI, algumas famílias importantes francesas, rejeitaram a posição de príncipe na corte, assumindo o título de príncipe (por vezes possuiam com um título subsidiário, mas alguns não evitaram inventar títulos verdadeiros). à vezes foram reclamados em nome do filho mais velho, relembrando subtilmente a corte de que o título principesco era subordinado — pelo menos na lei — dos pares, enquanto subestimavam o risco do título estilizado, usado como um mero título de cortesia, poderia ser contestado ou proibido. Típicos foram os Duques de La Rochefoucauld: Reclamaram ser descendentes do Duque soberano Guilherme IV da Aquitânia e os seus inter-casamentos com os suberanos  duques de Mirandola falharam em reconhecê-los como príncipes estrangeiros .Mesmo assim, o herdeiro ducal é conhecido como "prince de Marcillac", embora nunca tenha existido tal principado, dentro ou fora de França.
No século XVIII, os duques e nobres menores, atribuíram a si próprios o título de "príncipe de X", bem como os príncipes estrangeiros, que começaram a fazer o mesmo. Como os princes du sang (por exemplo os Condé e os La Roche-sur-Yon), tornou-se um dos seus privilégios de facto, afixar unilateralmente um titre de courtoisie principesco a um seigneurie que não só não tinha qualquer principado, mas pode até não pertencer ao titular, tendo apenas sido detido, em qualquer momento, à sua família (por exemplo, o título de prince d'Harcourt e de prince de Lambesc na Casa de Lorena-Guise; prince d'Auvergne e prince de Turenne na Casa de La Tour d'Auvergne; prince de Montauban e prince de Rochefort na Casa de Rohan e prince de Talmond na Casa de La Trémoïlle), mesmo quando a propriedade epónima não era mais mantida pela família. No entanto, estes títulos eram repassados pela famílias, como se fossem pariatos hereditários.
Além disso, alguns títulos nobiliárquicos de príncipe conferido a franceses pelo Sacro Império Romano, pelo Papado ou Espanha, eventualmente aceites na corte francesa (como Prince de Broglie, Prince de Beauvau-Craon, Prince de Bauffremont) tornaram-se mais comuns a partir do século XVIII. Mas eles não tinham classificação oficial, e o seu status social não era sequer igual aos pares ou príncipes estrangeiros.
Sem surpresa, os príncipes estrangeiros começaram a adoptar costumes cada vez mais comuns fora de França; prefixando os seus nomes Cristãos com "le prince". O genealogista , por excelência, da nobreza francesa, Père Anselme, inicialmente censurou tais práticas neologistas com a inserção de um "dit" ("estilizado" ou "chamado") nas suas entradas biográficas, mas após o reinado de Luís XIV, ele registou o uso entre princes étrangers sem qualificação.

## Privilégios
Príncipes estrangeiros tinham direito ao estilo "haut et puissant prince" ("alto e poderoso Príncipe") na etiqueta francesa, eram chamados de "primo" pelo rei, e reivindicaram o direito de ser tratados como votre altesse (Sua Alteza).
Embora Saint-Simon e outros pares estessem relutantes em admitir estes privilégios aos princes étrangers, eles ainda tiveram mais ciúmes pelos dois outros privilégios, o assim-chamado de pour ("para") e o tabouret ("tamborete"). O primeiro referia-se aos quartos atribuídos no palácio de Versalhes, para permitir príncipes estrangeiros, juntamente com os membros da dinastia real, oficiais de alta patente da casa real, pares séniores e cortesãos favoritos, a honra de viver sob o mesmo teto do rei. Estes quartos não eram bem equipados, nem bem situado em relação aos da família real, geralmente pequenos e remotos. No entanto, os les pours distinguiam o círculo íntimo da corte dos seus carrascos.
O tabouret foi ainda mais valorizado. Consistia no direito de uma mulher ou menina de se sentar num banquinho ou ployant (dobrável), na presença do rei ou da rainha. Considerando que a rainha tinha o seu trono, os filles de França e os petite-filles as suas poltronas, e as princesses du sang tinham o direito a assentos acolchoados com costas duras, as duquesas cujos maridos eram pares sentavam-se num semicírculo à volta da rainha e a realeza mais baixa em bancos instáveis sem qualquer apoio para as costas — e reconheciam-se afortunadas entre as mulheres de França.
Considerando que a esposa de um duque (que fosse par do Reino) poderia usar um ployant, as outros duquesas, nacionais ou estrangeiros, não tinham esse privilégio. Mas não só a esposa de qualquer prince étranger podia reivindicar um tabouret, mas também podiam as suas filhas e irmãs. Esta distinção foi baseada no fato de que a posição de Par era, legalmente, como um oficial do Parlemento de Paris, considerando que a classificação detida por um príncipe derivava de uma dignidade enraizada na sua linha de sangue soberana, ao invés da sua sua função. Assim, uma duquesa-par partilhava a posição de jure como oficial do seu marido, mas o privilégio não era estendido a qualquer outro membro da sua família. Mas todas as filhas e irmãs na linha masculina legítima de um príncipe compartilha o seu sangue, assim como a sua posição, bem como a sua mulher e as mulheres da sua patrilinearidade.

## Lista
| Nome                       | Título do Chefe da Família | Data de reconhecimento | Extinção                                                               | Brasão | Notas |
| -------------------------- | -------------------------- | ---------------------- | ---------------------------------------------------------------------- | ------ | --- |
| Casa de Lorena             | Duque de Mercœur           | 1569                   | 1602                                                                   |        | |
| Casa de Lorena             | Duque Guise                | 1528                   | 1675 (linha principal da Casa de Guise) 1825 (linha secundária Elbeuf) |        | Ramo Cadete: Duques de Mayenne (1544), Duques de Aumale (1547), Duques de Elbeuf (1581)                                                                                                   |
| Casa de Saboia             | Duque de Nemours           | 1528                   | 1659                                                                   |        | |
| Casa de Saboia             | Príncipe de Carignan       | 1642                   | existente                                                              |        | |
| Casa de Cleves             | Duque de Nevers            | 1538                   | 1565                                                                   |        | |
| Casa de Gonzaga            | Duque de Nevers            | 1566                   | 1627                                                                   |        | O Duque de Nevers heredou o Ducado de Mantua e deixou a corte francesa em 1627 |
| Casa de Grimaldi           | Príncipe do Mónaco         | 1641                   | 1731                                                                   |        | Os príncipes do Mónaco eram também Duques de Valentinois no Pariato francês |
| Casa de La Tour d'Auvergne | Duque de Bulhão            | 1651                   | 1802                                                                   |        | Os Duques de Bulhão eram também Duques de Albret e de Château-Thierry no Pariato francês                                                                                                  |
| Casa de Rohan              | Duque de Montbazon         | 1651                   | existente                                                              |        | A Casa de Rohan-Chabot, herdeiros pela linha feminina ramo mais antigo da Casa de Rohan, existente com o título de Duque de Rohan, ma nunca reconhecida como tendo a posição de príncipe. |
| Casa de La Trémoille       | Duque de Thouars           | 1651                   | 1933                                                                   |        | Herdeiros pela linha materna no exílio dos Reis de Nápoles da Casa de Trastámara. |

## Ler mais
- Francisco Velde, um capítulo sobre princes étrangers  em Heraldica
- Jean-Pierre Labatut, Les ducs et pares de France au XVIIe siècle, (Paris: Presses universitaires de France, 1972), pp. 351-71